# Honda CLR 125 W CityFly
Die Honda CLR 125 CityFly (Typ JD 18) ist ein Leichtkraftrad des Fahrzeugherstellers Montesa-Honda. Der Scrambler wurde in einer Version mit 100 km/h Höchstgeschwindigkeit (Typ JD18A) und in einer elektronisch auf 80 km/h gedrosselten Variante (Typ JD18B) für die Führerscheinklasse A1 gebaut.
Die Achtelliter-Maschine teilt sich den Motor mit der stärker geländeorientierten Honda XLR 125 R. Der Basismotor, der in diversen Formen seit den 1970er Jahren von Honda verbaut wird, erhielt einen Elektrostarter und gilt als zwar technisch überholt (die für Leichtkrafträder zulässigen 11 kW Leistung werden weit unterschritten), aber dafür als ausgereift und langlebig.
Die CLR 125 war in den Farbkombinationen Rot/Grau, Schwarz/Grau und Grün/Grau erhältlich. Das Zweirad wurde von 1998 bis 2003 im Hondawerk Esplugues de Llobregat in (Spanien) produziert.

## Ausstattung
Die CityFly besitzt eine eher spartanische Ausrüstung. Im Cockpit befinden sich lediglich ein Tacho, Kilometerzähler und einige Kontrolllämpchen. Drehzahlmesser und Tankuhr sind nicht angebracht. Zusätzlich kann ein Topcase auf dem Gepäckträger angebracht werden.